# Regione di Los Lagos
La regione di Los Lagos (dei Laghi) anche chiamata X Región è una regione del Cile meridionale.
Comprende l'isola più grande del Paese, l'isola di Chiloé, ed il secondo lago più grande, il lago Llanquihue.

## Geografia antropica

### Suddivisioni amministrative
La regione è suddivisa in quattro province:
| Provincia  | Capoluogo    | Comune                  |
| ---------- | ------------ | ----------------------- |
| Chiloé     | Castro       | 1 Ancud                 |
| Chiloé     | Castro       | 2 Castro                |
| Chiloé     | Castro       | 3 Chonchi               |
| Chiloé     | Castro       | 4 Curaco de Vélez       |
| Chiloé     | Castro       | 5 Dalcahue              |
| Chiloé     | Castro       | 6 Puqueldón             |
| Chiloé     | Castro       | 7 Queilén               |
| Chiloé     | Castro       | 8 Quemchi               |
| Chiloé     | Castro       | 9 Quellón               |
| Chiloé     | Castro       | 10 Quinchao             |
| Llanquihue | Puerto Montt | 11 Calbuco              |
| Llanquihue | Puerto Montt | 12 Cochamó              |
| Llanquihue | Puerto Montt | 13 Fresia               |
| Llanquihue | Puerto Montt | 14 Frutillar            |
| Llanquihue | Puerto Montt | 15 Llanquihue           |
| Llanquihue | Puerto Montt | 16 Los Muermos          |
| Llanquihue | Puerto Montt | 17 Maullín              |
| Llanquihue | Puerto Montt | 18 Puerto Montt         |
| Llanquihue | Puerto Montt | 19 Puerto Varas         |
| Osorno     | Osorno       | 20 Osorno               |
| Osorno     | Osorno       | 21 Puerto Octay         |
| Osorno     | Osorno       | 22 Purranque            |
| Osorno     | Osorno       | 23 Puyehue              |
| Osorno     | Osorno       | 24 Río Negro            |
| Osorno     | Osorno       | 25 San Juan de la Costa |
| Osorno     | Osorno       | 26 San Pablo            |
| Palena     | Futaleufú    | 27 Chaitén              |
| Palena     | Futaleufú    | 28 Futaleufú            |
| Palena     | Futaleufú    | 29 Hualaihué            |
| Palena     | Futaleufú    | 30 Palena               |